# Soudní porota

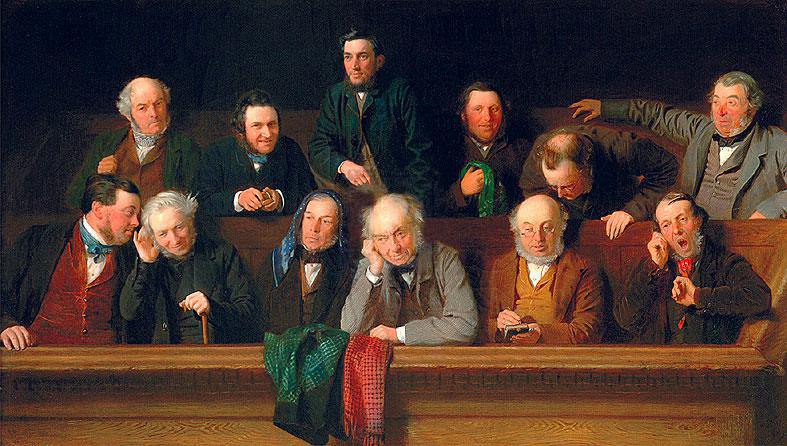
John Morgan: Páni porotci (1861), nyní v Bucks County Museum v Anglii

Soudní porota (angl. jury – z lat. přísahat) je charakteristickým prvkem angloamerického práva, kde je ztělesněním zásady, že každý má právo být souzen sobě rovnými a není vydán libovůli panovníka.
Poroty jsou v Anglii doloženy od 13. století, kdy to byly přísežné sbory, které vedly vyšetřování a měly povinnost dát králi pravdivou odpověď na jakoukoli položenou otázku (angl. verdict).

## Dějiny
Soudní řízení v raně středověké Evropě spočívalo na institutech jako je ordál (zkoušku vodou, ohněm či soubojem) nebo přísaha. Takový soudní proces předpokládal, že pravdu nějakým způsobem zjeví bůh – byl tedy do značné míry v rukou církve. Čtvrtý lateránský koncil však účast křesťanských kněží na ordálech zakázal, takže se začaly hledat jiné cesty. Zatímco na kontinentě se přiklonili k inkvizici a kanonickému právu, Anglie se vydala cestou soudní poroty. První doložený proces před porotou se odehrál ve Westminstru v roce 1220, kdy byli čtyři zloději posláni na šibenici, pátý osvobozen.
Zpočátku se ovšem před porotou neprováděly důkazy, její členové se spoléhali na své místní znalosti nebo vlastní vyšetřování.

## Současnost

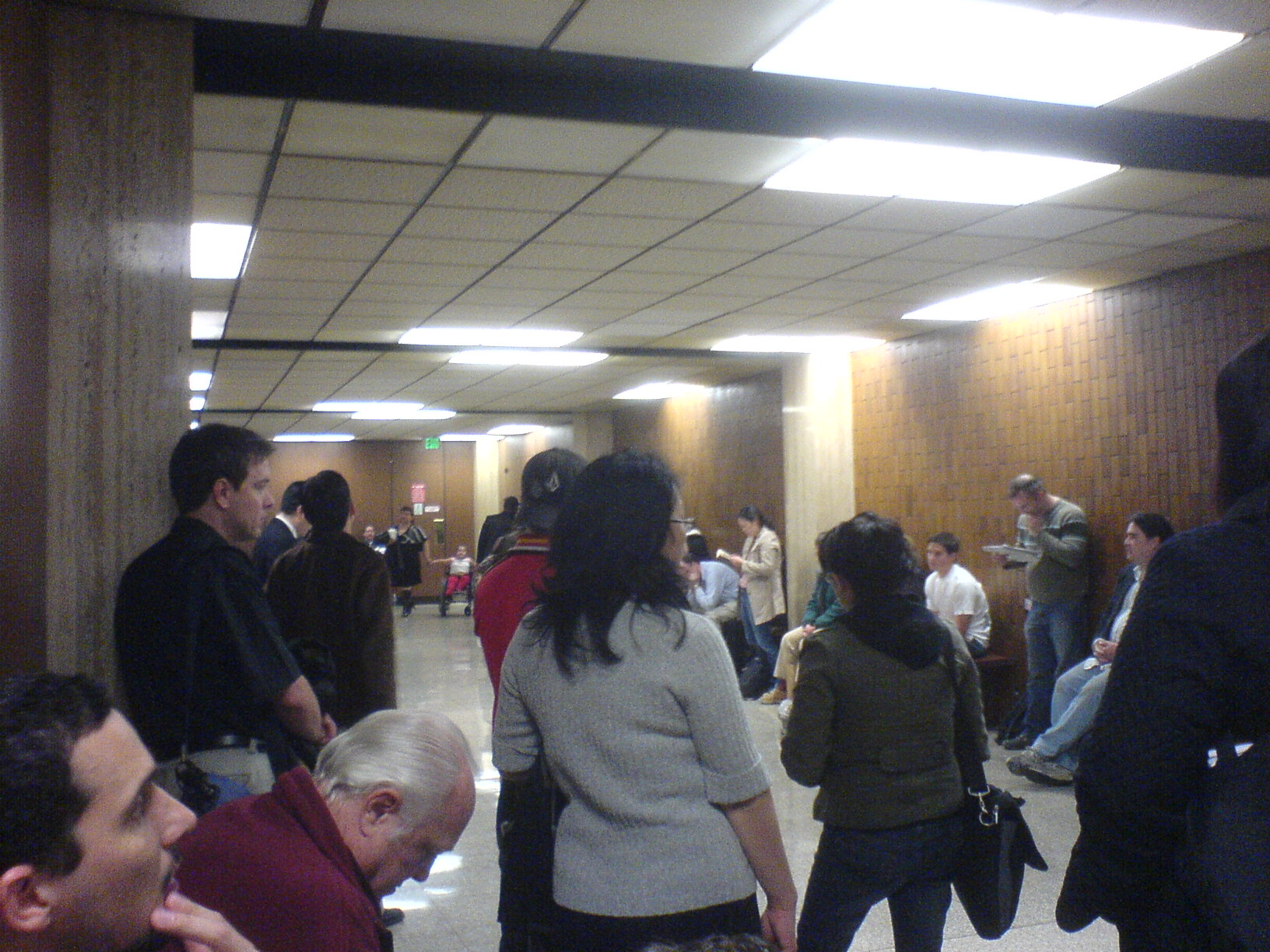
Američané vylosovaní, aby vykonali svou porotní povinnost, čekají v budově soudu. Los Angeles, 2007.

V Anglii dnes poroty složené z 12 vylosovaných občanů rozhodují především v trestních procesech o těžkých zločinech u Korunních soudů (angl. Crown court). Jejich úkolem je na základě důkazů, které provede prokurátor a obhájce, posoudit fakta případu a jednohlasně vynést verdikt vinen nebo nevinen. Porotu doplňuje profesionální soudce, který řídí soudní jednání a usměrňuje ho z právního hlediska, vyjasňuje, na základě jakých zákonů porotci vlastně rozhodují, a nakonec stanovuje trest (angl. sentence).
Poněkud jiný systém je ve Spojených státech. Nejenže malá porota (angl. petit jury) zde rozhoduje i mnohé civilní případy, je to i jediná z bývalých anglických kolonií, kde je ještě zachován institut velké poroty (angl. grand jury). Ta je svolána, aby u závažných trestných činů rozhodla, zda je dost důkazů k formální obžalobě (angl. indictment), nebo zda bude trestní stíhání zastaveno (angl. no case to answer). (V jiných zemích je toto rozhodnutí obvykle v kompetenci státního zástupce nebo vyšetřujícího soudce.)
Spolu se systémem obžalovacího řízení (angl. adversarial system) utvářela instituce poroty důraz angloamerického práva na ústní jednání, přerůstající až v teatrálnost.
V revolučním roce 1791 přijala anglický systém poroty Francie a po revoluci v roce 1848 byl zaveden i v Německu. Dnes tedy hraje porota nějakou roli i v mnoha zemích kontinentální tradice.
Na území České republiky byly soudní poroty zavedeny už v r. 1848, zrušeny až po r. 1948 zákonem č. 87/1950 Sb. Částečně je nahradil institut soudce z lidu, který ovšem opomíjí to, co je na angloamerickém systému zásadní – rozdělení zodpovědnosti mezi soudce, právníka, který rozhoduje otázky právní, a laickou porotu, která posuzuje jen otázky skutkové.